# Culver (Oregon)
Culver – miasto w Stanach Zjednoczonych, w stanie Oregon, w hrabstwie Jefferson.